# Lo scatolone
Lo scatolone, che ha il sottotitolo Antologia di nuovissimi, nuovi e seminuovi, è stato un programma televisivo di genere varietà andato in onda in due edizioni e 24 puntate dal 5 febbraio 1981 al 4 novembre 1982 sulla Rete Tre della Rai.

## Caratteristiche
Diretto da Mario Landi, per la prima edizione, andata in onda in 12 puntate dal 5 febbraio al 30 aprile 1981, gli autori furono Nanni Mandelli, Pino Ferrarini e Federico Sanguigni e la conduzione fu di Marina Bellini e Claudia Poggiani.
Per la seconda edizione, andata in onda in 12 puntate dal 19 agosto al 4 novembre 1982, gli autori furono Annalena Limentani, Riccardo Pazzaglia e lo stesso regista Mario Landi; i conduttori erano Lando Buzzanca, Ambra Orfei e Alfredo Rizzo. Tra gli attori che parteciparono alla trasmissione, ricordiamo Daniele Formica e Alberto Ercolani, accreditato con lo pseudonimo Claudio Saint-Just.
Tra le due edizioni vennero trasmesse due puntate speciali, denominate Lo scatolone – cantautori, andate in onda il 20 e il 27 agosto 1981 e condotte da Piero Marras, Enzo Malepasso e Federico Troiani. La piattaforma Rai Play non ha ancora reso disponibili in streaming le puntate integrali.